# Comunidad religiosa

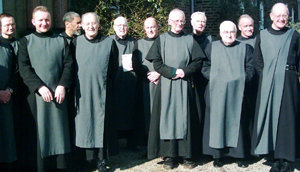
Comunidad religiosa de la Resurrección en Mirfield (Inglaterra), dentro de la Iglesia anglicana.

El término comunidad religiosa es la denominación tradicional de todas las comunidades o asociaciones que se proponen alcanzar un fin religioso mediante la vida en común. El concepto de comunidad religiosa puede aplicarse a grupos de muy distintas religiones.

## Budismo
En el budismo están muy extendidas por Asia Oriental (Sri Lanka, Tailandia, Corea y el Tíbet), y desde finales del siglo XX por Occidente, las comunidades de sanghas (monjes), de ambos sexos, en monasterios con diversas tradiciones (como los lamasterios del lamaísmo)

## Islam
En el Islam se aplica el concepto a las tariqas del sufismo (derviches).